# Giro d'Italia 1981
Il Giro d'Italia 1981, sessantaquattresima edizione della "Corsa Rosa", si svolse in ventidue tappe precedute un cronoprologo iniziale dal 13 maggio al 7 giugno 1981, per un percorso totale di 3 895,6 km. Fu vinto da Giovanni Battaglin.
Battaglin sfilò la maglia rosa a Contini nella terzultima tappa, da San Vigilio di Marebbe alle Tre Cime di Lavaredo, con la scalata del passo Tre Croci seguita dall'ascesa verso il rifugio Auronzo.
La corsa fu trasmessa in tv dalla Rai Rete 1 e in radio da Rai Radio1.

## Regolamento

### Maglie e classifiche
il regolamento quell'anno prevedeva 4 maglie: la maglia rosa (come sempre per il migliore in classifica generale), la maglia ciclamino (leader della classifica a punti), la maglia verde (leader della classifica scalatori), e la maglia bianca (Classifica giovani)

### Abbuoni
Come di consueto, gli abbuoni assegnati nelle tappe in linea furono di 30", 20" e 10" ai primi tre classificati all'arrivo.

## Tappe
| Tappa  | Data      | Percorso                                       | km      | Vincitore di tappa       | Leader cl. generale |
| ------ | --------- | ---------------------------------------------- | ------- | ------------------------ | ------------------- |
| prol.  | 13 maggio | Trieste > Trieste (cron. individuale)          | 6,6     | Knut Knudsen             | Knut Knudsen        |
| 1ª-1ª  | 14 maggio | Trieste > Bibione                              | 100     | Guido Bontempi           | Guido Bontempi      |
| 1ª-2ª  | 14 maggio | Lignano Sabbiadoro > Bibione (cron. a squadre) | 15      | Hoonved-Bottecchia       | Francesco Moser     |
| 2ª     | 15 maggio | Bibione > Ferrara                              | 211     | Paolo Rosola             | Gregor Braun        |
| 3ª     | 16 maggio | Bologna > Recanati                             | 255     | Giuseppe Saronni         | Francesco Moser     |
|        | 17 maggio | giorno di riposo                               |         |                          |                     |
| 4ª     | 18 maggio | Recanati > Lanciano                            | 214     | Mario Beccia             | Francesco Moser     |
| 5ª     | 19 maggio | Marina di San Vito > Rodi Garganico            | 180     | Giuseppe Saronni         | Francesco Moser     |
| 6ª     | 20 maggio | Rodi Garganico > Bari                          | 225     | Giuseppe Saronni         | Giuseppe Saronni    |
| 7ª     | 21 maggio | Bari > Potenza                                 | 143     | Palmiro Masciarelli      | Giuseppe Saronni    |
| 8ª     | 22 maggio | Sala Consilina > Cosenza                       | 202     | Moreno Argentin          | Giuseppe Saronni    |
| 9ª     | 23 maggio | Cosenza > Reggio Calabria                      | 231     | Serge Parsani            | Giuseppe Saronni    |
|        | 24 maggio | giorno di riposo                               |         |                          |                     |
| 10ª    | 25 maggio | Roma > Cascia                                  | 166     | Gianbattista Baronchelli | Giuseppe Saronni    |
| 11ª    | 26 maggio | Cascia > Arezzo                                | 199     | Giovanni Renosto         | Giuseppe Saronni    |
| 12ª    | 27 maggio | Arezzo > Livorno Montenero                     | 224     | Moreno Argentin          | Giuseppe Saronni    |
| 13ª    | 28 maggio | Empoli > Montecatini Terme (cron. individuale) | 35      | Knut Knudsen             | Roberto Visentini   |
| 14ª    | 29 maggio | Montecatini Terme > Salsomaggiore Terme        | 224     | Francesco Moser          | Silvano Contini     |
| 15ª    | 30 maggio | Salsomaggiore Terme > Pavia                    | 198     | Daniel Gisiger           | Silvano Contini     |
| 16ª    | 31 maggio | Milano > Mantova                               | 178     | Claudio Torelli          | Silvano Contini     |
| 17ª    | 1º giugno | Mantova > Borno                                | 215     | Benedetto Patellaro      | Silvano Contini     |
| 18ª    | 2 giugno  | Borno > Dimaro                                 | 127     | Miguel María Lasa        | Silvano Contini     |
|        | 3 giugno  | giorno di riposo                               |         |                          |                     |
| 19ª    | 4 giugno  | Dimaro > San Vigilio di Marebbe                | 208     | Giovanni Battaglin       | Silvano Contini     |
| 20ª    | 5 giugno  | San Vigilio di Marebbe > Tre Cime di Lavaredo  | 100     | Beat Breu                | Giovanni Battaglin  |
| 21ª    | 6 giugno  | Auronzo di Cadore > Arzignano                  | 197     | Pierino Gavazzi          | Giovanni Battaglin  |
| 22ª    | 7 giugno  | Soave > Verona (cron. individuale)             | 42      | Knut Knudsen             | Giovanni Battaglin  |
| Totale | Totale    | Totale                                         | 3 895,6 |                          |                     |

La prima tappa si svolse il 13 Maggio 1981 ed iniziò poche ore prima dell'attentato al Papa Giovanni Paolo II in Piazza San Pietro da parte di Mehemed Alì Agca. La tappa si concluse verso le 17, appena 15 minuti prima degli spari contro il Papa. Della prima tappa esistono solo i servizi televisivi e radiofonici trasmessi in diretta e fino alle 17.30 poiché in seguito e per tutto il pomeriggio, serata e notte le televisioni e le radio si occuparono esclusivamente dell'attentato e quel giorno di ciclismo non si parlò più. 

## Squadre e corridori partecipanti
Partecipano alla corsa 130 ciclisti in rappresentanza di tredici squadre, ciascuna composta da dieci ciclisti.
| N.    | Cod. | Squadra                   |
| ----- | ---- | ------------------------- |
| 1-10  | BIA  | Bianchi-Piaggio           |
| 11-20 | CIL  | Cilo-Aufina               |
| 21-30 | FAM  | Famcucine-Campagnolo      |
| 31-40 | ZOR  | Gemeaz Cusin-Zor-Helios   |
| 41-50 | GIS  | Gis Gelati-Campagnolo     |
| 51-60 | HOO  | Hoonved-Bottecchia-Herdal |
| 61-70 | INO  | Inoxpran                  |

| N.      | Cod. | Squadra                          |
| ------- | ---- | -------------------------------- |
| 71-80   | KON  | Kotter's Racing Team-G.B.C.      |
| 81-90   | MAG  | Magniflex-Olmo                   |
| 91-100  | SAF  | Safir-Galli-Maillard             |
| 101-110 | SAM  | Sammontana-Benotto               |
| 111-120 | SAN  | Santini-Selle Italia             |
| 121-130 | TRI  | Selle San Marco-Sider. Gabrielli |

## Classifiche finali

Knut Knudsen al termine del prologo, in cui vestì la prima maglia rosa del Giro.

### Classifica generale - Maglia rosa
| Pos. | Corridore                | Squadra     | Tempo      |
| ---- | ------------------------ | ----------- | ---------- |
| 1    | Giovanni Battaglin       | Inoxpran    | 104h50'36" |
| 2    | Tommy Prim               | Bianchi     | a 38"      |
| 3    | Giuseppe Saronni         | Gis Gelati  | a 50"      |
| 4    | Silvano Contini          | Bianchi     | a 2'59"    |
| 5    | Josef Fuchs              | Cilo-Aufina | a 3'19"    |
| 6    | Roberto Visentini        | Sammontan.  | a 5'37"    |
| 7    | Alfio Vandi              | San Marco   | a 9'32"    |
| 8    | Beat Breu                | Cilo-Aufina | a 10'02"   |
| 9    | Claudio Bortolotto       | Santini     | a 10'12"   |
| 10   | Gianbattista Baronchelli | Bianchi     | a 12'01"   |

### Classifica a punti - Maglia ciclamino
| Pos. | Corridore          | Squadra    | Punti |
| ---- | ------------------ | ---------- | ----- |
| 1    | Giuseppe Saronni   | Gis Gelati | 215   |
| 2    | Tommy Prim         | Bianchi    | 133   |
| 3    | Giovanni Mantovani | Hoonved    | 127   |
| 4    | Francesco Moser    | Famcucine  | 117   |
| 5    | Silvano Contini    | Bianchi    | 112   |

### Classifica scalatori - Maglia verde
| Pos. | Corridore           | Squadra     | Punti |
| ---- | ------------------- | ----------- | ----- |
| 1    | Claudio Bortolotto  | Santini     | 510   |
| 2    | Beat Breu           | Cilo-Aufina | 500   |
| 3    | Benedetto Patellaro | Hoonved     | 290   |
| 4    | Giovanni Battaglin  | Inoxpran    | 265   |
| 5    | Leonardo Natale     | Magniflex   | 180   |

### Classifica giovani - Maglia bianca
| Pos. | Corridore        | Squadra    | Tempo      |
| ---- | ---------------- | ---------- | ---------- |
| 1    | Giuseppe Faraca  | Hoonved    | 105h05'30" |
| 2    | Alberto Minetti  | Famcucine  | a 23'51"   |
| 3    | George Mount     | Sammont.   | a 25'26"   |
| 4    | Moreno Argentin  | Sammont.   | a 46'12"   |
| 5    | Maurizio Piovani | Gis Gelati | a 46'40"   |